# 華潤創業

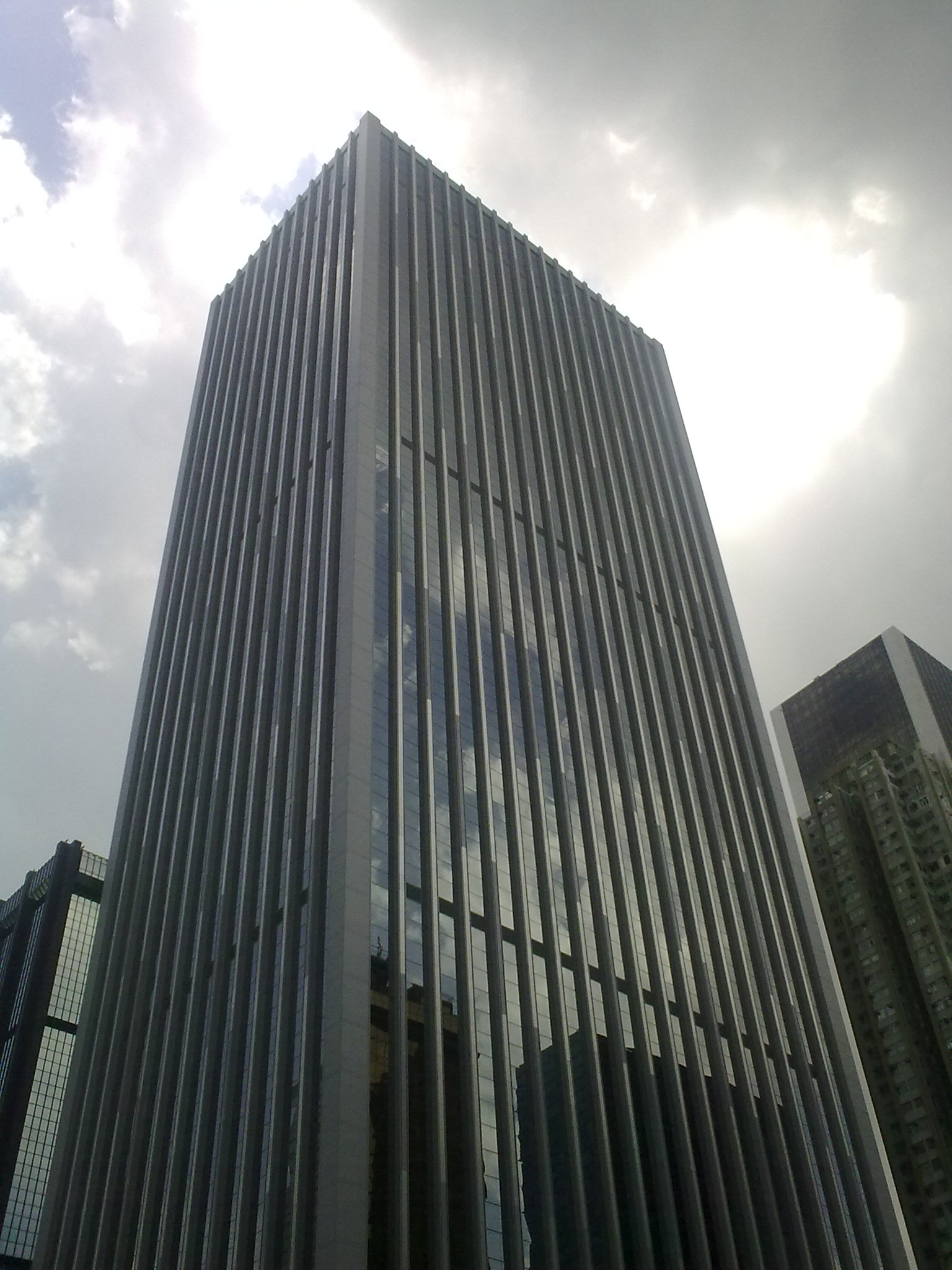
華潤創業本部の湾仔華潤大厦

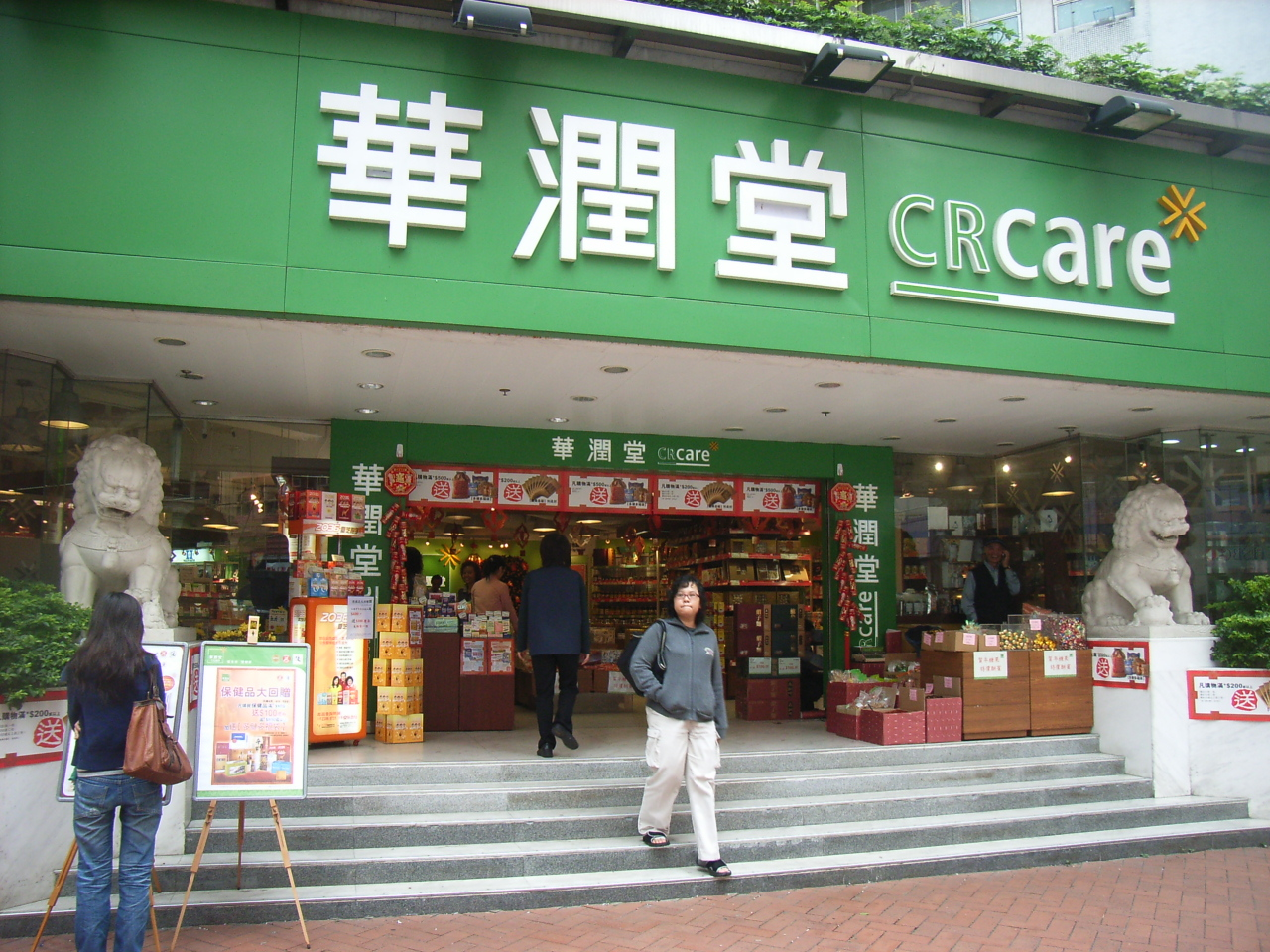
華潤堂の紅磡黄埔花園支店

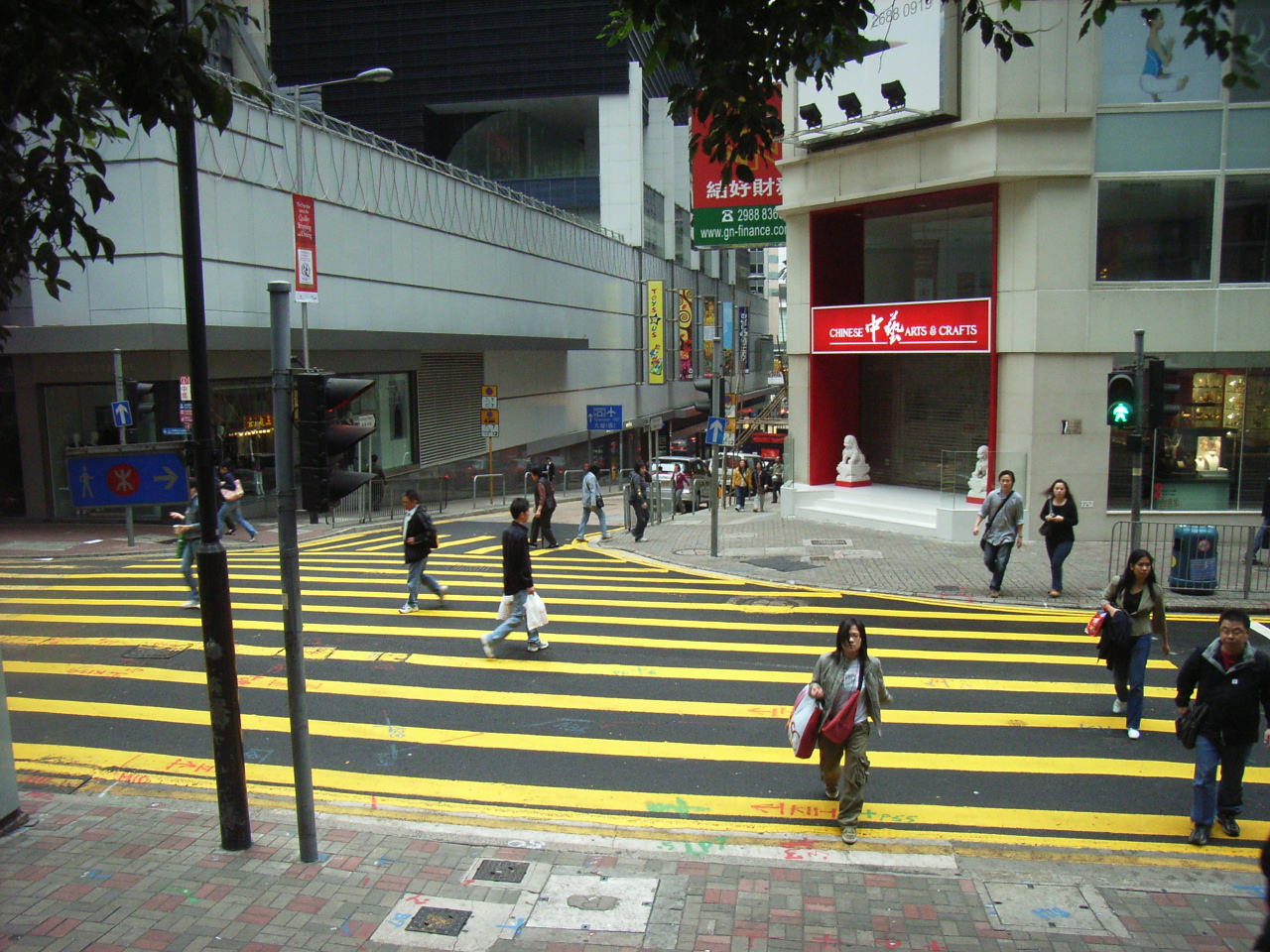
中芸百貨の中環ポッティンガー・ストリート支店

華潤創業（かじゅんそうぎょう、英語: China Resources Enterprise、チャイナ・リソーシズ・エンタープライズ、中国語: 華潤創業）は、中国政府系のコングロマリット、中国国務院直属の華潤グループ（華潤集団）傘下企業である。中国大陸と香港で小売り（華潤万家、蘇果などスーパー）、ビール（雪花ビール）、飲料、食品、繊維製造、不動産投資を手掛ける。

## 雪花ビール
現在中国で最も生産量が多いビール・ブランドである。

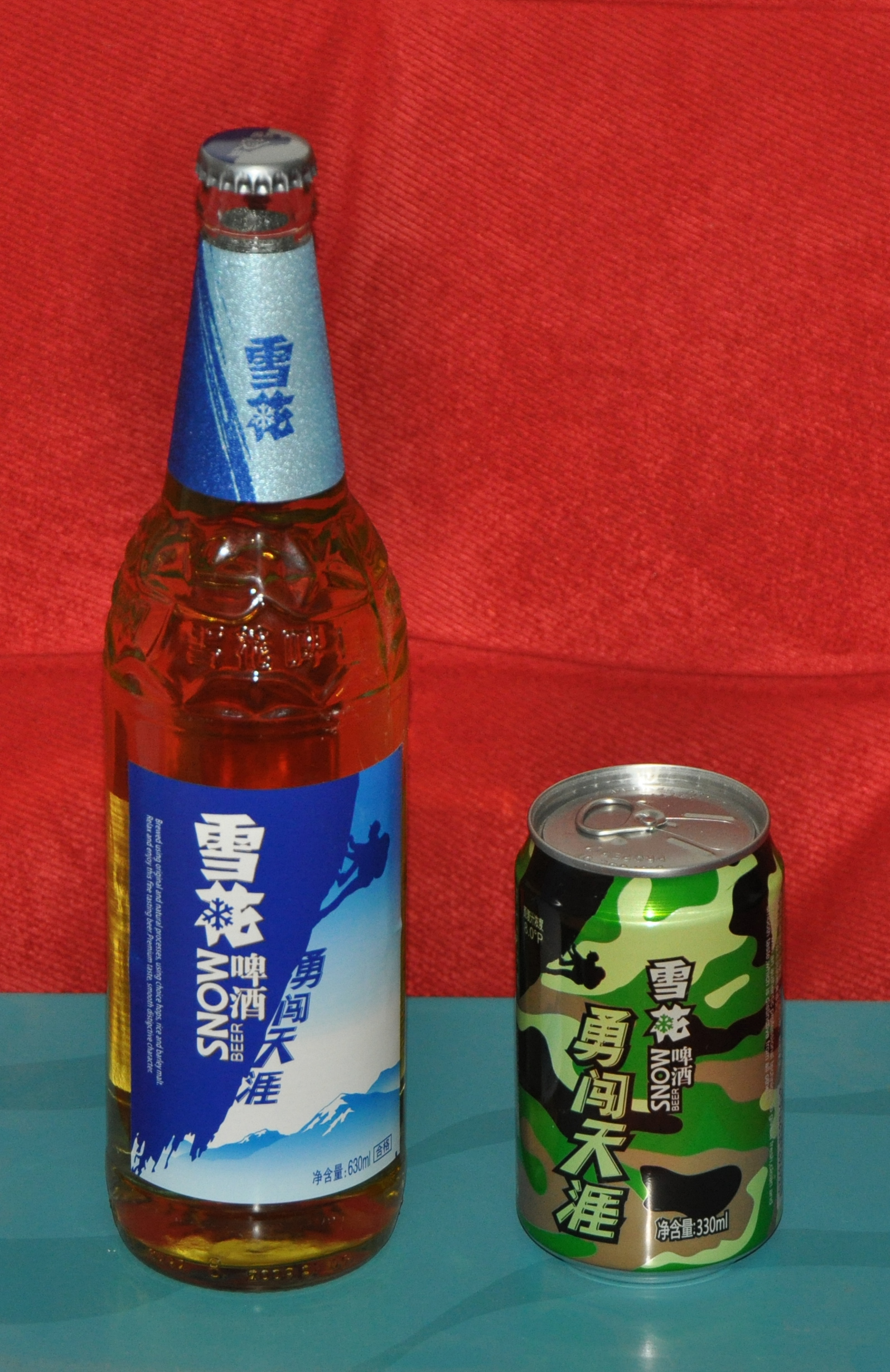
雪花ビール